# 昆陽之戰
昆陽之戰，是中国新朝於西元23年（地皇四年，更始元年）時發生的一場內戰戰役。以綠林軍為主體的劉秀軍，在昆陽縣（今河南省葉縣）大破新朝王莽主力部隊。昆陽之戰的結果不僅僅直接導致新莽王朝的覆滅，更為中國古代戰爭史上以少勝多的著名戰事之一。

## 经过
新莽天凤四年（17年）（9年－23年），各地起義遍及黃河南北和江汉平原地區，其中以綠林、赤眉聲勢最大。綠林軍乘王莽軍主力向東攻擊赤眉軍之機，在沘水（今河南泌陽境）擊滅王莽由甄阜、梁丘賜所部的荊州兵，又在淯陽（今河南新野東北）擊敗嚴尤、陳茂的軍隊，勢力發展到十餘萬人。二月間，推舉漢朝王室後裔劉玄為帝，恢復漢制，年號更始。以綠林軍為主體的劉玄政權為阻止王莽軍南下，保障主力奪取戰略要地宛城（今河南南陽），並開進到滍川一帶，派上公王鳳、大將王常、偏將劉秀等，率約二萬人攻下昆陽縣、定陵縣（今河南郾城西）、郾縣（今河南郾城南），與圍攻宛城的主力形成犄角之勢。三月間，王莽派大司空王邑急赴洛陽，與大司徒王尋調集各州郡兵40餘萬南進，號稱百萬軍，企圖一舉撲滅漢軍。
五月間，王邑、王尋率軍西出洛陽，南下潁川（今河南禹縣），與嚴尤、陳茂兩部會合，迫使劉秀的部隊從陽關（今河南禹縣西北）撤回昆陽。昆陽漢軍僅九千人，眾恐不敵，欲棄城退守荊州故地。劉秀以「合兵尚能取勝、分散勢難保全」為由，說服諸將固守昆陽。此時王莽軍已逼近城北，劉秀同骠骑大将军宗佻、五威将军李轶乘夜出城，赴定陵縣、郾縣調集援兵，後有步兵、騎兵一萬七千精兵赴援昆陽。
王邑等人自恃兵力強大，揚言：「百萬之師，所過當滅，今屠此城，蹀血而進，前歌后舞，顧不快耶！」王邑軍向昆陽城發起進攻，並挖掘地道，製造雲車。昆陽守軍別無退路，堅守危城。此時王莽軍久戰疲憊，銳氣大減。劉秀於六月一日率領步騎萬餘人馳援昆陽。劉秀親率千餘精銳為前鋒，反復猛衝，斬殺王莽軍千餘人，漢軍士氣大振。隨後又以勇士三千人，迂迴到敵軍的側後，偷渡昆水（今河南葉縣輝河），向王邑大本營發起猛烈的攻擊。王邑依舊輕敵，下令各營勒卒自持，不得擅自出兵，自行和王尋率及萬人迎戰，王邑兵馬陷入困境，王尋戰死，諸將未敢出援。昆陽守軍見城外漢軍取勝，乘勢出擊。王莽軍大亂，紛紛奪路逃命，互相踐踏，積屍遍野。此時突然大風飛瓦，暴雨如注，滍水暴漲，王莽軍萬餘人涉水被淹死，滍水為之不流。
劉秀以昆陽守軍鉗制強敵，再以精幹三千援軍搗敵要害，大破王邑主力。昆陽大捷後，更始帝遣王匡攻洛陽，申屠建、李松急攻武關，三輔震動，各地豪強紛紛誅殺新朝牧守，用漢年號，服從更始政令。不久綠林軍攻入長安，王莽被殺，新朝滅亡。

## 新軍兵力爭議
最早紀載新軍總數42萬為《漢書》"定會者四十二萬人"，而《資治通鑑》中紀載"定會者四十三萬人，號百萬"，資治通鑑也提及新軍為40餘萬，但其與《後漢書》同一口徑“時莽軍到城下者且十萬”。
《資治通鑑》為北宋時期出品，《後漢書》則為南朝宋時期出品，但兩者觀點較為統一。
《東觀漢紀》紀載為5.6萬，《論衡》紀載為3萬人。
《漢書》《東觀漢記》《論衡》則皆是東漢時期出品，《漢書》紀載為42萬可信度較低，因當時劉秀等人三月份拿下昆陽等地，消息傳回長安，王莽大怒，五月時王邑的大軍就已經出潁川了，不可能在短時間內動員如此大規模的軍隊。
故東漢時期史書紀載約為3~5萬左右，南北朝、兩宋時期則是10萬，數量有如此大出入可能為東漢時期僅記載一線戰鬥人員，兩宋時期將後勤、民夫也統計進去，死傷方面《資治通鑑》記載僅王邑與數千人逃回洛陽，《後漢書》則紀載新軍死者數萬。